# セントジョンズ川
セントジョンズ川（セントジョンズがわ、英: St. Johns River、スペイン語: Río de San Juan、リオ・デ・サンフアン）は、アメリカ合衆国フロリダ州では最長の川であり、商業用途やレクリエーション用途が重要なものになっている。その全長は310マイル (500 km) あり、蛇行して州内12郡を通り、また郡境となっている。その内3郡は州内でも面積の広い郡である。水源から河口までの落差は30フィート (9 m) しかない。フロリダ州にある水路の大半と同様に、流速が0.3マイル/時 (0.13 m/s) と大変遅く、「眠気を誘う」といわれることも多い。世界で川の種類は多いが、北向きに流れる数少ない川の1つだと考えられている。川の途中で多くの湖が形成され、あるいは流れ込んでいるが、川そのものの最も幅が広い地点では3マイル (4.8 km) ある。最も狭い地点は水源であり、インディアンリバー郡の船もいけない沼地である。セントジョンズ川に集まる様々な水流の域内に全体で350万人の人々が住んでいる。
セントジョンズ川流域は広さが8,840平方マイル (22,900 km2) あり、その中にはフロリダ州の主要な湿地の幾つかを含んでいる。大きく3つの流域に分けられ、さらにジョージ湖とオクラワハ川の2つの水域と接している。これらの全てがセントジョンズ川水質管理地区に依って管理されている。
セントジョンズ川沿いとその近くに様々な人々が住んでいた。パレオ・インディアン、アルカイック時代人、ティムクア族、モカマ族、フランス人やスペイン人の開拓者、セミノール族、奴隷や自由人、フロリダ・クラッカーと呼ばれた英米人開拓者、土地開発業者、さらに観光客や退職後の隠遁者である。博物学者ウィリアム・バートラムの日誌、小説家マージョリー・キナン・ローリングスの著作、同じくハリエット・ビーチャー・ストウの故郷への手紙の主題となってきた。
フロリダ州はアメリカ合衆国となった地で、ヨーロッパ諸国による最初の恒久的な植民地ができた場所だが、合衆国の東海岸では最後に開発された所である。20世紀に入っても未開のフロンティアのまま残されていた。しかし、フロリダ州に注意が向けられると、進歩への全国的な熱狂の中で土地の過剰な開発が急速に進んだ。セントジョンズ川はフロリダ州の多くの河川と同様に、農業や住宅地のために変えられた。厳しい汚染や人による干渉があり、川やその周辺で生物の自然の秩序が消滅した。
セントジョンズ川は1988年にアメリカの歴史遺産14河川の1つに指名され、2008年にはアメリカで最も危険性のある10河川のリストに加えられた。フロリダ州は川の周辺での人口増に対応し続けながら、セントジョンズ川周辺流域で修復作業が進行中である。

## 地理と生態系
セントジョンズ川はインディアンリバー郡に始まり、デュバル郡で大西洋に出逢う、フロリダ州の主要な商業とレクリエーションに使われる水路である。レイクウェイルズリッジの方向に生まれる水源から北に流れる。水源は海面からわずか30フィート (9 m) 上がっているだけである。このように落差が小さいので、長い背水がある。バリアー島を抜け、水路を昇る潮と共に引いたり流れたりする。並行して流れるキシミー川と同じ地域の地形を共有しているが、キシミー川の方は南流している。

### 上流域
セントジョンズ川はセントジョンズ川水質管理地区が管理する3つの流域と2つの関連流域に分けられる。川が北向きに流れているので、上流域はその南端である水源のある地域にある。インディアンリバー郡は沼地のネットワークとして川が始まる場所であり、ベロビーチの西にある地点は、中央フロリダのセントジョンズ湿地と名付けられている。セントジョンズ川は背水流であり、すなわちその水はその下にある湿地や沼から供給される。水は砂質の土壌から浸みだし、小さなバレーに集まる。上流域は約2,000平方マイル (5,200 km2) の広さがあり、インディアンリバー郡から1つ北のブレバード郡に入ると船の航行が可能になる。川はオセオラ郡とオレンジ郡の郡境に触れ、セミノール郡の南東端を流れる。タイタスビルの北12マイル (19 km) ほどで中流域に変わる。
セントジョンズ川の上流域は1920年代にメルボルン・ティルマン排水工事が行われて著しく水位を下げた。これはパームベイの近く、テンマイルリッジを通って掘られた運河を通じて、セントジョンズ川の水源の水を東のインディアン川にはけさせたものである。2015年時点で、運河1再配置工事の第1段階によって、過去の水路の付け替えが部分的に戻された。
セントジョンズ川はこの流域で最も狭く、流れが予測不能になる。水路の流れは明白ではなく、通常は気付かれないほどである。川のこの部分を最も効率的に進むにはエアボートが良い。セントジョンズ川流域全体で約3,500の湖水がある。全て水深が浅く、3フィート (0.9 m) から10フィート (3 m)の間にある。川はこれら湖水の多くに流れ込み、それが航行をさらに複雑にする。大きな湖8個と小さな湖5つが上流域にある。その中で最初にあるのがレイクヘルン・ブレイジズ（時としてレイクヘレンあるいはヘレン・ブレイジズと短縮される）であり、19世紀初期に船乗りや漁師が叫んでいた誓言を使っている。すなわち、緩りした流れのために島が場所を変えるので、マクロファイト、すなわち泥と海藻の浮島を抜けて航行しようとしてイライラした船乗りが吐いたセリフだった。ワシントン湖、ワインダー湖、ポインセット湖（アメリカにポインセチアをもたらした外交官ジョエル・ロバーツ・ポインセットにちなんだ命名）がその下流に並んでいる。上流域の北端はトソハチー野生生物管理地域である。これは1977年に創設され、大きくなるセントジョンズ川に流れ入る水を濾す働きをしている。

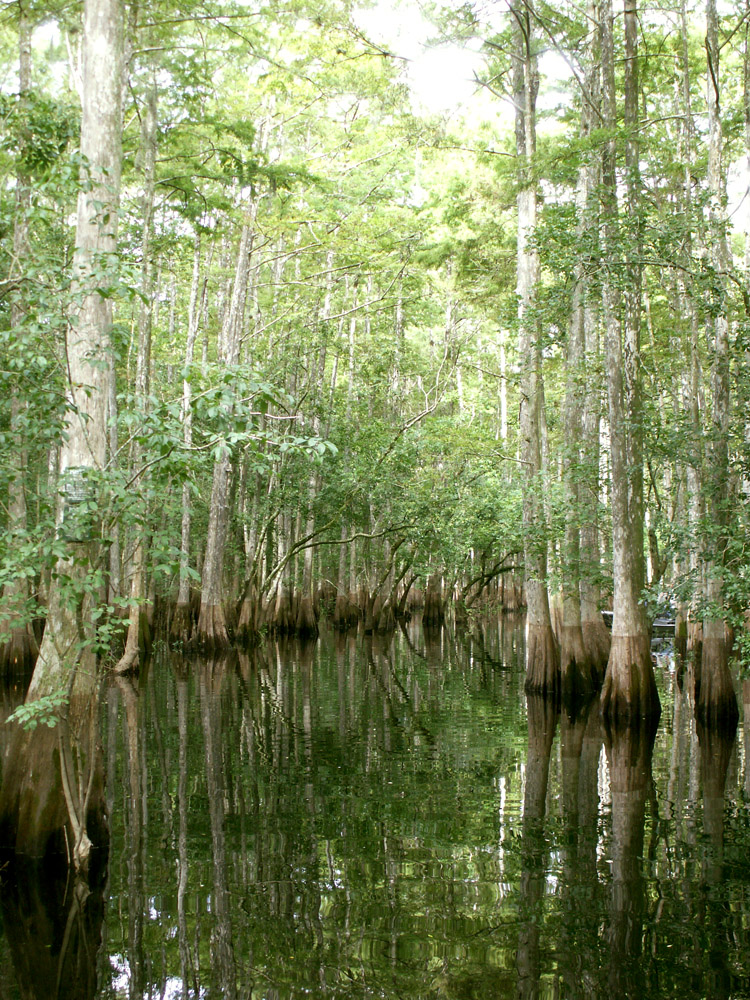
トソハチー野生生物管理地域の糸杉。裾広がりの幹に見られる黒色のマークは水位がそこまで上がったことを示している

上流域と中流域の湿地には雨で水が補給され、周辺の土地の構造で保持される。酸素と養分が少ない環境にある。それは通常、何世紀にもわたって植物以外から生まれる泥炭の中で形成されるものである。水位は亜熱帯の雨季と乾季に応じて変化する。中央フロリダと北フロリダに降る雨は夏と冬の季節によって変化するが、それより南では冬の雨が稀である。これら流域の植物は全て、洪水や干ばつなど水位の変化に対応しなければならない。スウィートベイ（モクレン）、糸杉、ヌマミズキが、ハンモックと呼ばれる隆起した土地で繁茂している。水中に長くある木は通常幹が強化され、縺れ束ねられた根を持ち、水中でも酸素を得るために糸杉の呼吸根のようなコブがあるが、大部分の植物は水生である。湿地に生えるのはハス、食虫植物、バージニア・アヤメなどがある。川の南端では、ヒトモトススキすなわちソーグラスが湿地プレーリーの広い範囲に成長し、かつてはエバーグレーズまで広がっていた。これら湿地の植生は水の汚染物を濾す効果があり、これらが無ければ下流に汚染物が流れて行ったはずである。

### 中流域

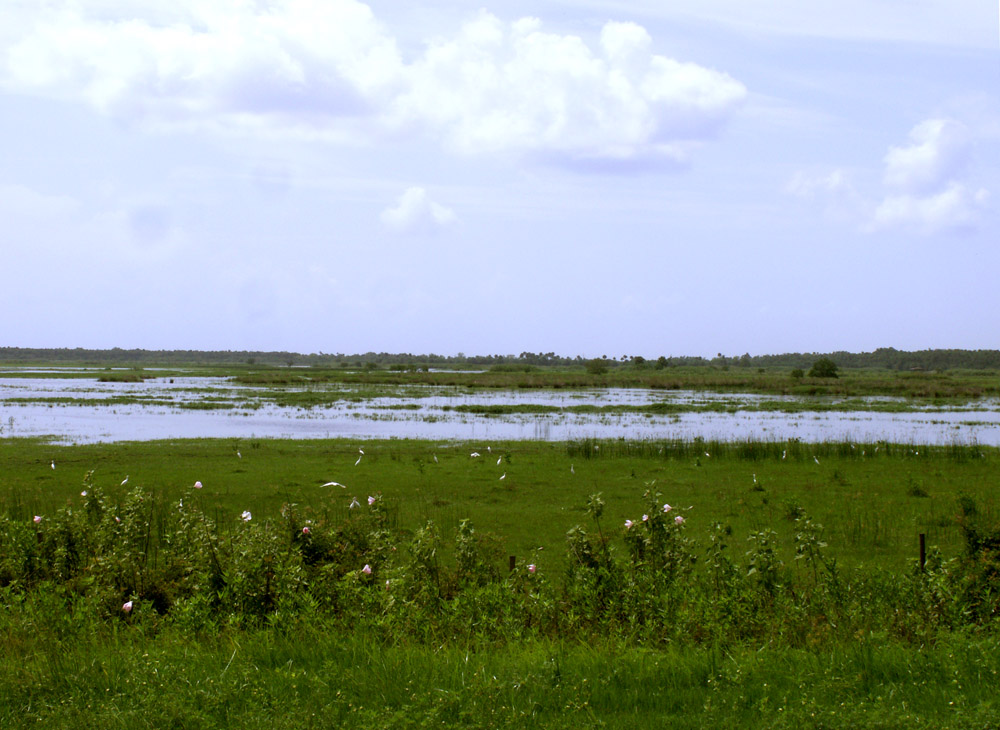
サンフォードのすぐ南のセントジョンズ川は水路が狭く、水生植物と湿地が広がっていることが分かる

セントジョンズ川は37マイル (60 km) の区間で広さ1,200平方マイル (3,100 km2) の流域を、主に春と嵐のときの溢流水を蓄えて流れる。この流域はオレンジ郡、レイク郡、ボルーシャ郡、セミノール郡の全体に広がっており、オーランド大都市圏があり、人口は200万人、主要な観光地が入っている。中流域の地形は、川に沿ってはっきり識別できる岸と浅い湖の間で変化する。中流域で大きな湖の2つであるハーニー湖とモンロー湖は川によって造られた。浅く、広さは9平方マイル (23 km2) のハーニー湖は長く狭いパズル湖から水が流れ込む。そのすぐ北にあるのがイーコンロックハッチー川であり、セントジョンズ川に合流して水量を増すので、大きな船でも容易に航行できるようになる。川はそこから西に曲がり、ジェサップ湖に触れてからモンロー湖に注ぎ、サンフォードの市内を過ぎる。アメリカ陸軍工兵司令部によってセントジョンズ川の航路が浚渫され維持されているのがこの地点からであり、アメリカ沿岸警備隊の維持する航路標識が始まっている。モンロー湖は湖水面積15平方マイル (39 km2)、平均水深8フィート (2.4 m) の大きな湖であり、周辺の2,240平方マイル (6,300 km2) の流域から水を集めている。サンフォードでは湖岸にある中心街を建設することで湖に同化しており、市民は船便を使い、サンフォードの公営桟橋で降りて町まで通勤している。
モンロー湖の後は深さ8フィート (2.4 m)、幅約100ヤード (91 m) の水路が維持され、中流域では最も重要な支流であるウェキバ川と合流する。ウェキバ川は泉から湧出した川であり、セントジョンズ川に1日約4,200万ガロン（16万 km3）の水を流している。この合流点近くにディバリーとデルトナの各市がある。ウェキバ川を囲む森は、フロリダ州でも最大のアメリカグマ生息域になっている。アカゲザルの集団も幾つか川の近くで生息している。このサルがフロリダにどのように導入されたのかは不明である。1930年代にシルバー川周辺で撮影された「ターザン」映画の背景に使うために持ち込まれたという話もあり、あるいはそれと同じ頃に船で「ジャングル・クルーズ」を事業にした者が、それらしさを出すために持ち込んだという説もある。

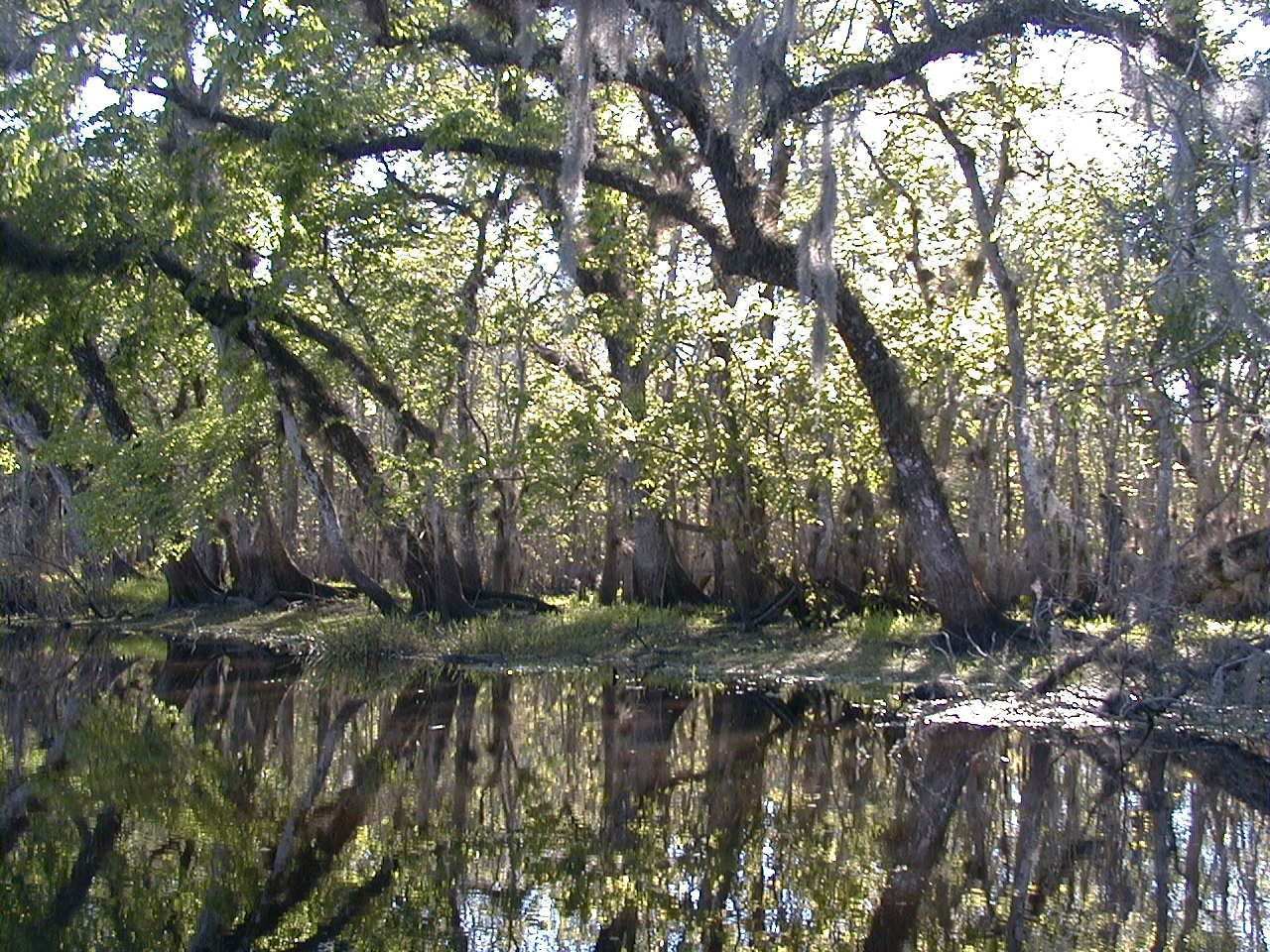
ブルースプリング州立公園近くのセントジョンズ川、湿地の代わりに岸や樹木がはっきり見られる

湿地で最も重要な生物は無脊椎動物であり、食物連鎖の基礎になるものである。アップルスネイル、ザリガニ、グラス・シュリンプなど両生の無脊椎動物が植物を食べてその分解を早め、それが魚や鳥の餌になる。昆虫の幼虫が水中で餌を求め、微視的な藻類やその付着生物の中に生息する小さなカイアシ類や端脚類を食する。蚊は水中で生まれ、それがフロリダにいる112種のトンボや44種のイトトンボの好む餌になる。これら動物は耐水性があり、水位が季節によって変化したり、干ばつと洪水のサイクルを通じて乾季にも対応できる。
脊椎動物では、湿地の水中で多くの種類の蛙、サンショウウオ、蛇、亀、アメリカアリゲーターが増殖している。これらの動物の多くは夜に活動する。蛙の鳴き声がやかましく、アリゲーターの繁殖期にはウシガエルの声が混じる。セントジョンズ川上流付近の沼地には鳥類が群れる。近年の研究では1か月で6万羽の鳥が観察され、上流域で巣作りや餌やりをおこなっていた。シロトキやアメリカトキコウ、またアメリカムラサキバンなど水鳥が、子孫を増やすために水辺によっている。浅い水域や乾季の水たまりで小さな魚やオタマジャクシを餌にしている。繁殖が終わると数千羽にもなり、その鳴き声が喧しく、またその糞が木の栄養になる。
セントジョンズ川上流域と中流域で見られる鳥類
- シロトキ
- アメリカフクロウ
- Wood storkアメリカトキコウ
- ツルモドキ

- クロコンドル
- ミノゴイ
- カタアカノスリ
- ヘビウ

### ジョージ湖

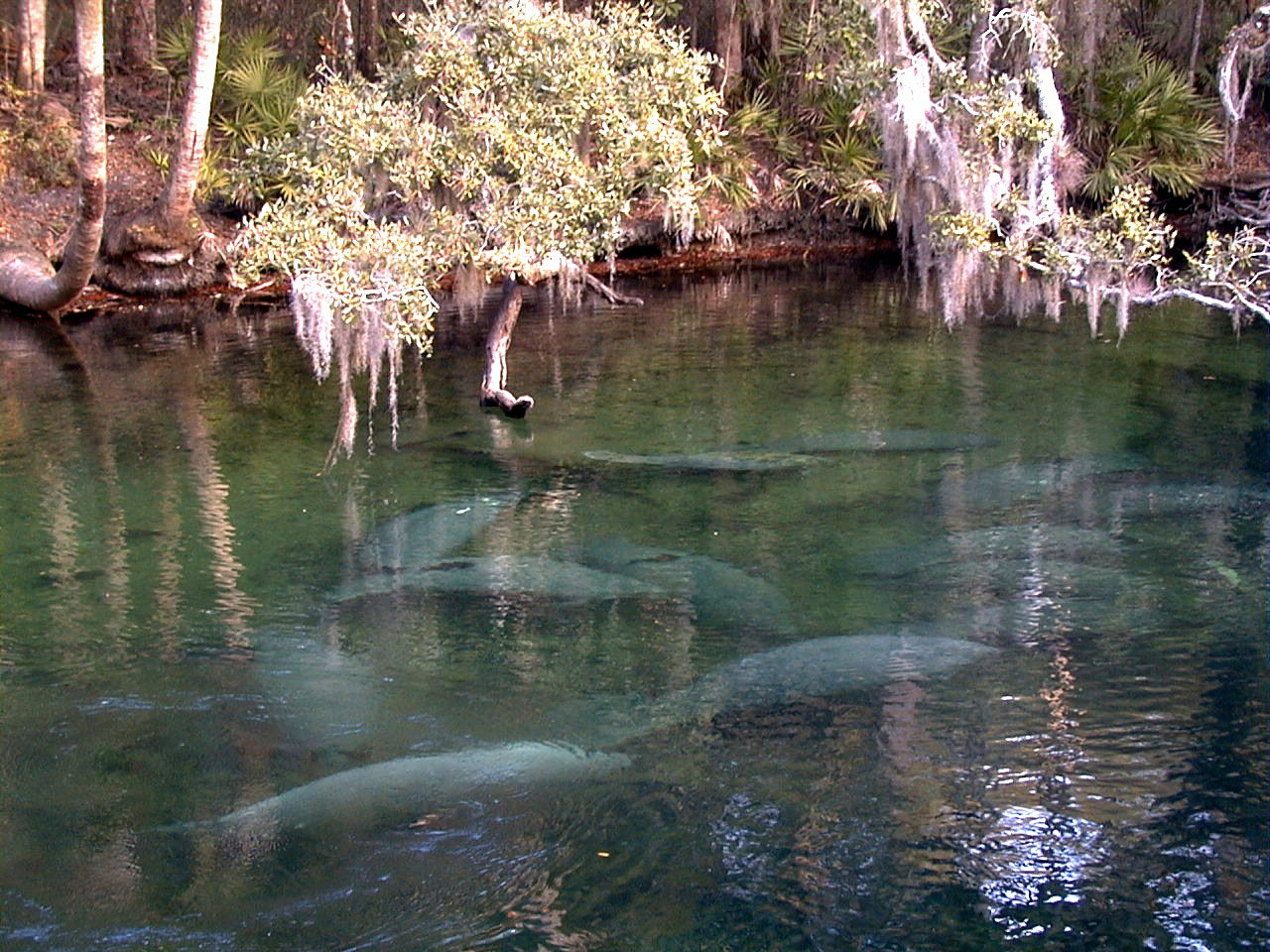
マナティは冬季をブルースプリングで過ごし、ホントゥーン島州立公園で保護されている

セントジョンズ川は再び北に転じ、パットナム郡、レイク郡、マリオン郡、さらにボルーシャ郡西部に広がる46,000エーカー (190 km2) の流域を蛇行する。ウェキバ川のやや北にブルースプリングがあり、その湧出量は1日6,400万ガロン（24万 km3）と、セントジョンズ川流域では最大の泉である。フロリダの泉は年間を通じて水温72°F (22 ℃) を保っている。このためにブルースプリングは西インド諸島のマナティが冬を過ごす場所となり、ブルースプリング州立公園の中で保護されている。マナティは大きく、緩り動く草食性の水棲動物であり、その主たる脅威は人間の開発であり、また素早く動く船との衝突である。セントジョンズ川とその支流の多くの部分が、マナティが船のプロペラで重傷を負ったり致命傷にならないよう保護する航行禁止水域になっている。ブルースプリング州立公園における人とマナティの接触は禁じられている。
ブルースプリング州立公園の北に接してホントゥーン島州立公園があり、船でのみ行くことができる。1955年、ホントゥーン島に近いセントジョンズ川の泥土の中に、フクロウをあしらった極めて稀なティムクア族のトーテムが埋められ保存されているのが見つかった。そのトーテムは、制作者がフクロウ一族に属していたことを示している可能性がある。ティムクア族の異なる一族を表すトーテムが他に2つ見つかっている。北アメリカの太平洋岸北西部以外で見つかった唯一のトーテムは、ペリカンとカワウソのような形をしており、1978年に川の底をバージがこすった後で見つかった。カワウソはセントジョンズ川やその支流の全長にわたって見られる。巣穴や水路を遮る木の根に住んでいる。ザリガニ、亀、小魚を食し、夜に活動し、いたずら好きだが、人との接触を避ける。

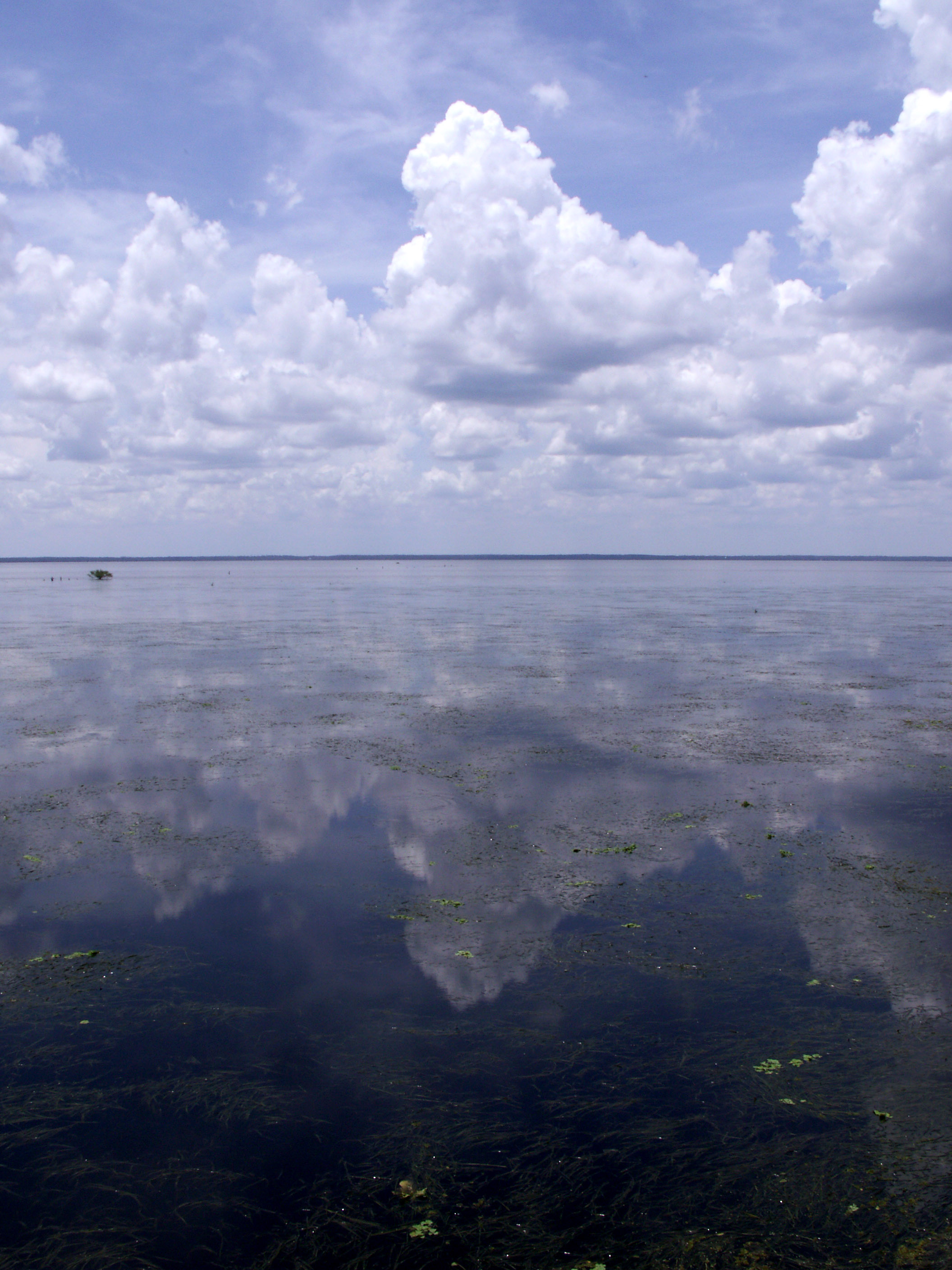
ジョージ湖はフロリダ州で第2位の大きさの湖であり、セントジョンズ川の作った湖では最大である

セントジョンズ川はジョージ湖の南端に入る。ジョージ湖はフロリダ州で第2位の大きさの湖であり、湖水面積72平方マイル (190 km2)、幅 6 マイル (9.7 km)、長さ 12 マイル (19 km) ある。ジョージ湖を囲む流域は3,590平方マイル (9,300 km2) あり、オカラ国立の森とジョージ湖州有林の中に入っており、それぞれ38万エーカー(1,500 km2) と21,000エーカー (85 km2) 以上ある松と低木の多い生態系を保護している。ジョージ湖流域は低い森林地が支配的であり、スラッシュ・パイン、ノコギリパルメットの他、痩せた砂質の土壌に生育する100種以上の被覆植物や薬用植物が生えている。低森林松林は比較的乾燥しているが、洪水でも短期間ならば耐えられる。野生の七面鳥、カナダヅルや、アメリカ合衆国大陸部では最も生態数の多いミナミハクトウワシなど大型の動物は、この低森林地では生息しやすくなっている。この生態系でよく見られる哺乳類としては、アライグマ、オポッサム、ボブキャット、オジロジカなどがおり、乾燥し平たい地域で被覆植物が生え、巣作りに適した場所がある場所を好む動物である。

### オクラワハ川
オクラワハ川は北に流れ、セントジョンズ川の最大の支流として合流する。歴史的にも重要な支流である。オクラワハ川の流域は、オレンジ郡、レイク郡、マリオン郡、アラチュア郡に広がり、総面積は2,769平方マイル (7,170 km2) ある。オカラ、ゲインズビルの両市や、オーランド都市圏の北郊がその流域に含まれる。オクラワハ川には水源が2つある。1つは湖の繋がりであり、そのうち最大のものがレイク郡のアポプカ湖であり、ポーク郡のヘインズシティに近いグリーン沼はパラトラカハ川から排水される。1日5,400万ガロン（20万 km3）を噴出するフロリダ州でも最大級の泉から流れるシルバー川は、全長96マイル (154 km) あるオクラワハ川の中ほどで合流する。
南北戦争でアメリカ連合国陸軍の大尉だったジョン・ウィリアム・ピアソンが、自分の民兵隊にこの川から名前を採ってオクラワハ・レンジャーズと名付けた。ピアソンは戦前に健康リゾートのオレンジ・スプリングスを経営して成功していた。戦後、近くのシルバー・スプリングス（シルバー川の水源）に注意が向けられたためにピアソンのリゾートの人気が落ち、20世紀への変わり目にオクラワハ川が世に広められた。ジョージア州生まれの詩人シドニー・ラニアは、1876年に出版した旅のガイド本で「世界でも最も甘い水路」と呼んでいる。小説家マージョリー・キナン・ローリングスはオレンジレイクにあったその自家からオクラワハ川を通ってセントジョンズ川に行った。この地域は釣り場として人気が高かったが、1940年代に水質の悪化が起こり、それ以後川とその水源のさならる質低下が続いた。特にアポプカ湖は1980年にDDE（ディクロロエチレン）の投棄が原因で化学物資の汚染があった後はフロリダで最も汚染された湖になった。近くの農家から柑橘園の農薬と汚染水の流出が起きて塩素系水の華が発生した。
中央フロリダに生息するオオクチバス、ブラック・クラッピー、ブルーギルは全国から来る釣り人が狙う魚である。セントジョンズ川には183種の魚類がおり、そのうち55種は本流で見られる。ミナミモザイクダーターはオクラワハ川でのみ見られる。ある種は海洋に棲むものであり産卵のために上流に遡るか、塩分の多い春の生息域を見い出したかである。例えばタイセイヨウエイは上流のワシントン湖に棲んでいる。大洋型ワーム、巻貝、シロユビノコギリガザミは、潮汐の影響が稀な最上流で見られる。対照的にアメリカウナギはセントジョンズ川とオクラワハ川に生息し、大西洋の中央にあるサルガッソ海で産卵する。大洋で1年間過ごした後、その多くがセントジョンズ川に戻ってきて生息し、月の満ち欠けに促されて海洋に戻り産卵して死ぬ。

### 下流域
セントジョンズ川とオクラワハ川の合流点から大西洋までの101マイル (163 km) が下流域であり、パットナム郡、セントジョンズ郡、クレイ郡、デュバル郡に広がる2,600平方マイル (6,700 km2) が流域である。この流域では12の支流が合流する。セントジョンズ川はジョージ湖の北端でかなり広がり、ジョージ湖とパラトカ市の間で幅が600フィートないし2,640フィート (180 - 800 m) となる。パラトカ市とジャクソンビル市の間ではさらに広がって、1マイルないし3マイル (1.6 - 4.8 km) となる。この部分は航行が可能であり、船舶による輸送が主用途である。アメリカ陸軍工兵司令部が航路を最低水深12フィート (3.7 m)、幅100フィート (30 m) で維持している。パラトカ市の北では、水深40フィート (12 m)、幅400フィートないし900フィート (120 - 270 m) に拡張される。

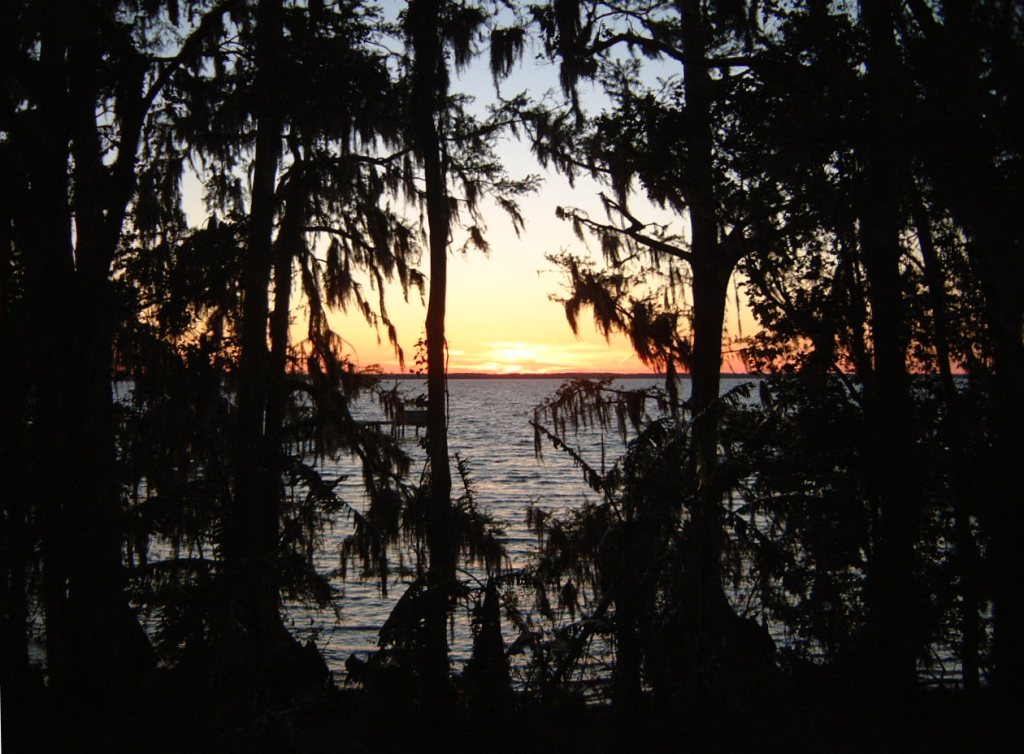
セントジョンズ川のピコラタとトコイ近くで日没と糸杉、セントジョンズ郡の渡し場があった所

下流域の町や市はフロリダでも最古クラスのものであり、その歴史は川を中心にしたものである。パラトカとグリーンコーブスプリングスは過去に人気ある観光地だった。川沿いの小さな場所数か所が渡し船船着き場近くに出現したが、鉄道が開通しさらに州間高速道路が大西洋岸近くに建設されると、それらの町の多くが経済的に減退し船着き場は忘れられた。
セントジョンズ川の下流最後の35マイル (56 km) は、アメリカ合衆国本土の都市として面積最大、人口も100万人を超えるジャクソンビル市を流れている。ジャクソンビル市の経済基盤の多くは川に依存している。毎年1,800万ショートトン (16,000,000 t) の貨物がジャクソンビルで積み下ろしされている。輸出品としては、紙、リン酸塩、農薬、かんきつ類であり、輸入品としては、石油、コーヒー、石灰岩、自動車、木材がある。ジャクソンビル港は地元経済に13億8千万ドル貢献し、10,000人を雇用している。ジャクソンビル地域にアメリカ海軍が基地2か所を持っている。セントジョンズ川の河口にあるメイポート海軍補給基地は大西洋艦隊の基地としては第2位の大きさであり、国内の母港となっている。ジャクソンビル海軍航空基地は航空基地として最大規模であり、航空2個戦隊が駐屯し、150機を超える固定翼と回転翼の航空機があり、フロリダ州に2か所のみ残るフル装備の海軍病院がある。
ジャクソンビル市は「川の市」という非公式なニックネームがあり、セントジョンズ川の文化の中心になっている。毎年開催されるゲイトリバー・ランという競走には18,000人が参加し、川に沿ったコースを2回走る。アメリカ合衆国で最大のキングフィッシュ釣り大会は、セントジョンズ川の支流で開催され、キングマッケレル、スギ、シイラ、カマスサワラを対象にする。NFLアメリカンフットボールのジャクソンビル・ジャガーズの本拠地球場は川に面しており、また中心街の商業地の大半も同様である。ジャクソンビル市内ではセントジョンズ川に8つの橋が架かっている。その全てを大型船が通過できるが、列車や自動車の通行量が多いときはその通過時間を制限している。

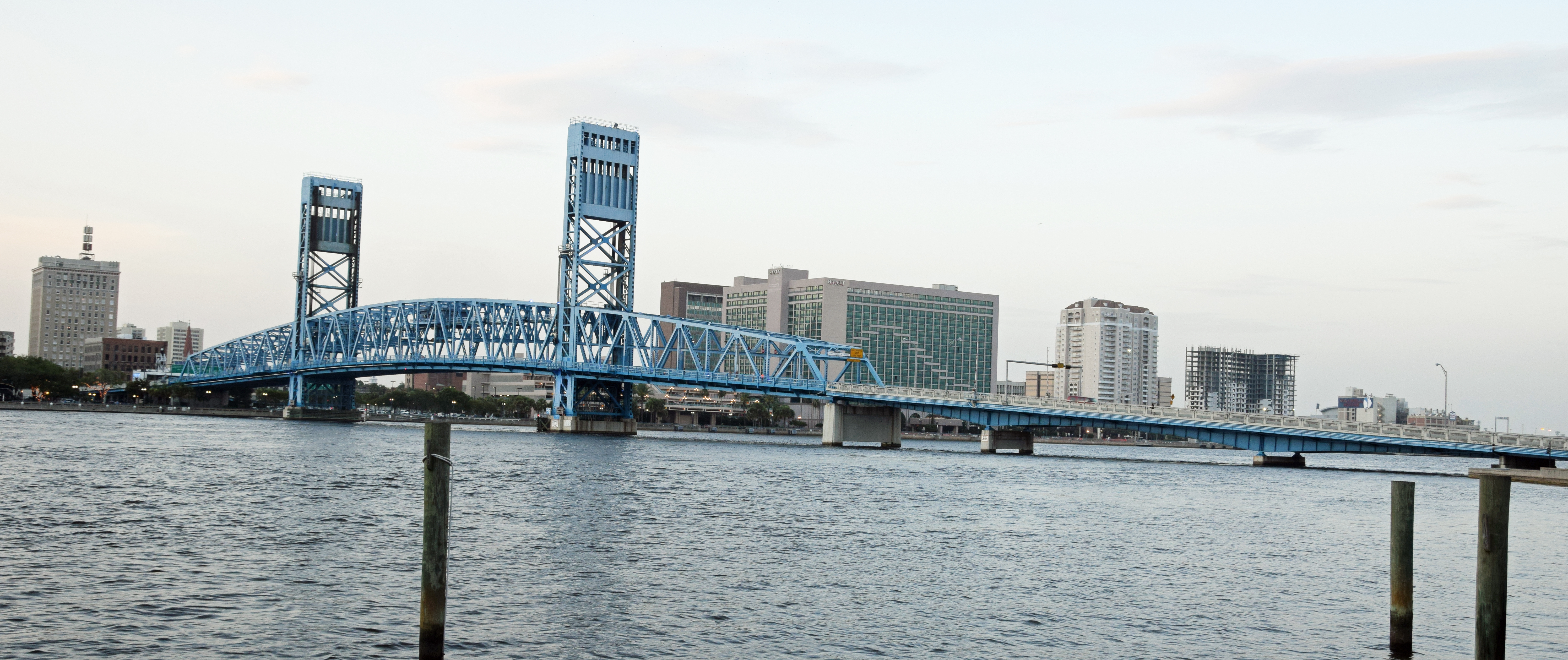
ジャクソンビル市内でセントジョンズ川に架かるメインストリート橋

潮汐により海水がセントジョンズ川の河口に入り、中流域まで川の水位に影響を与えている。その結果、市内の川の多くは海水であり、三角江の生態系にしている。この生態系の動物や植物は淡水も海水も受け入れられ、塩分濃度と温度の変化が潮の変化や豪雨の際の排水に関わっている。イルカやサメなど海洋性動物がジャクソンビル市内のセントジョンズ川で見られることがあり、マナティも同様である。ヒメジ、カレイ、シャッド、ワタリガニなどの魚類、甲殻類は大洋から淡水の泉まで回遊して産卵する。
淡水の無脊椎動物は藻類やその付着生物の中に生息し、中下流域の食物連鎖の基礎を作るが、動物プランクトンや植物プランクトンが三角江生物の役割を果たしている。軟体動物がセントジョンズ川の三角江に大量に集まり、川底や大洋底で餌を取る。牡蠣の豊富さと重要さは、ティムクア族が高く残した多くの貝塚で明らかである。牡蠣やその他の軟体動物は水鳥の主要食糧源となる。川の水源からジャクソンビル市の南まで川岸に並ぶ大きな樹木は、市の東の潮沼で遷移を始める。メイポートは約20隻のエビ漁船が母港にしており、セントジョンズ川の河口から大西洋に出て行く。

## 地層と水文学

### 地質史
セントジョンズ川は海岸平原の内にあり、一時期はバリアー島、海岸砂丘、三角江湿地だった場所を抜けて流れている。フロリダ半島は主に大洋からの力と鉱物で造られた。高度が無いので、海面の小さな変動でもその地形に劇的な効果を与えられる。フロリダはかつて超大陸ゴンドワナの一部だった。表面に見える岩層の下にあるのは、火成花崗岩の基盤岩と約5億4,200万 - 約2億5,100万年前の古生代に形成された堆積層の下にある火山性の成分である。約1億4,500万年前から6,600万年前の白亜紀、基盤岩とその上の堆積層の上にさらに炭酸カルシウムと、蒸発岩と呼ばれる水が蒸発したあとの成分が覆った。この半島を覆っているのは、砂、貝殻、珊瑚の堆積と水と天候による浸食という同時進行したプロセスの結果である。海洋水が退き、また上昇し、半島は少なくとも7度海水で覆われた。波が砂、炭酸カルシウム、貝殻を固めて石灰岩にした。大洋の縁、海浜の縁はこの堆積層形成で形作られた。セントジョンズ川のように南北軸にある川は、谷によって分けられることが多かった過去の海浜の縁に造られた。大洋が退くと谷にラグーンが形成され、それが酸性水によってさらに浸食を受けた。さらに大西洋岸に形成されたバリアー島がラグーンを土で囲み、淡水の川を形成した。
セントジョンズ川はサンフォードの地域あたりに形成された初めから北に流れている。サンフォードの近くで数マイルの間急に西に向かっており、「セントジョンズ川のオフセット」と呼ばれるが、直ぐにまた北向きに変わる。地質学者は、西に流れるオフセットが北向きに流れている部分よりも早い時期に形成されたという仮説を立てている。それは第三紀あるいは約6,600万年から1,200万年前の更新世初期に形成された可能性がある。地層の破砕や断層もこのオフセットの原因となった可能性もある。フロリダにおける地震活動はほとんど問題のないレベルだが、パンゲア大陸のリフトによって造られたトラフによって生じた幾つか小さな地震がセントジョンズ川の近くで起こってきた。

### 泉と帯水層
フロリダに豊富な淡水は蒸発散と呼ばれる過程で雨水が大気に戻る結果であり、植物から水分の蒸発と発散が関わっている。雨が降ると、水の大半は湖、水流、川に向かう。しかし、大量の水は地下に保たれるが、地表近くには帯水層がある。表面帯水層はほとんど粘土、貝殻、砂でできており、密度の高い物資の層で閉じ込められている。表面帯水層に井戸を掘ると、より深い帯水層には高い鉱物含有量がある地域で、上質の水が得られる。時として、拘束層が割れて水が下に漏れて濾過され、下の層を満たすこともある。フロリダ帯水層は拘束層の下にあり、フロリダ州の全体と、ジョージア州、アラバマ州、サウスカロライナ州の一部にも広がっている。特にフロリダ州北部で採取しやすく、北はセントピーターズバーグからジャクソンビルやタラハシーまで、大都市圏の飲料水源として機能している。
酸性雨が石灰岩を溶かし、地下で洞穴を造ることがある。これら洞穴の上の層は100フィート (30 m) のより薄く、シンクホール（陥没孔）が形成される。帯水層の上で石灰岩あるいは砂と粘土の層が崩れて、水がその圧力で噴き出すと、泉が形成される。セントジョンズ川の上流域と中流域は、帯水層が薄く拘束されている所にあり、すなわち泉やシンクホールが多い場所にある。泉はどのくらいの水を噴き出しているかで測られ、それは季節と雨量によって変化する。最大の噴出量は第1強度の泉からであり、少なくとも1秒あたり100立方フィート (2.8 m3) の水を湧きださせている。セントジョンズ川に水を送る泉で第1強度のものは4つあり、マリオン郡のシルバー・スプリングスは、毎秒250ないし1,290立方フィート (7.1 - 36.5 m3/s) の水を噴出している。マリオン郡とレイク郡に跨るシルバーグレン・スプリングは毎秒38ないし245立方フィート (1.1 - 6.9 m3/s) の水を噴出している。レイク郡のアレクサンダー・スプリングスは、毎秒56ないし202立方フィート (1.6 - 5.7 m3/s) の水を噴出している。4つ目、ボルーシャ郡のブルー・スプリングは毎秒87ないし218立方フィート (2.5 - 6.2 m3/s) の水を噴出している。

### 降水と気候

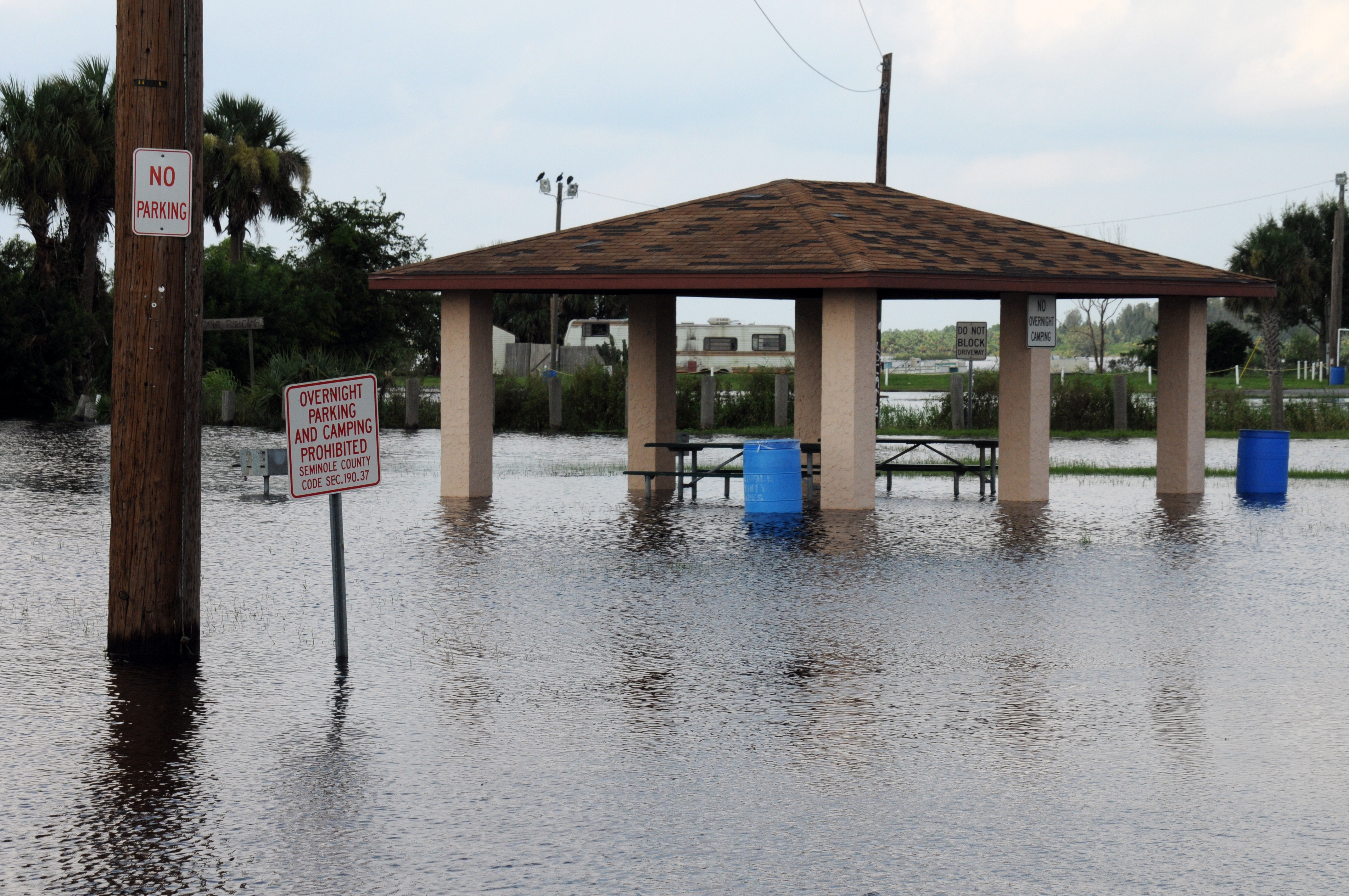
2008年の熱帯暴風雨フェイはジェニーバで記録的な洪水を起こした

セントジョンズ川は温暖湿潤気候帯にある。夏は気温が74°F (23 ℃) から92°F (33 ℃) の間にあり、冬は50°F (10 ℃) から72°F (22 ℃) にある。ただし、冬季に気温が氷点以下になることは10回程度ある。川の水温は気温に影響される。水温の平均は5°F (10 ℃) 0から95°F (35 ℃) であり、夏には高い。パラトカからジャクソンビルの間で川幅が広がると、航行には風が重要な要素となり、白波と凪いだ水面が普通に見られる。
晩夏から初秋にかけて雨が多い。フロリダ州の大西洋岸では、熱帯暴風雨やノーイースターの強風がよく起こる。セントジョンズ川は10マイル (16 km) から30マイル (48 km) 内陸にあるので、インディアンリバー郡から北のデュバル郡までを襲った嵐は雨を降らせ、セントジョンズ川に流れる。2008年の熱帯暴風雨「フェイ」は5日間で16インチ (410 mm) の雨を降らせ、その大半がメルボルン近くに降った。セミノール郡のジェニーバに近いセントジョンズ川は、4日間で水位が7フィート (2.1 m) 上昇し、記録破りとなった。サンフォードの近くの川は36時間で3フィート (90 cm) 上昇した。フェイは土砂降りだけでなく、川の平たい斜面があったために、中流域で厳しい洪水となった。しかし、通常のセントジョンズ川流域には年間50ないし54インチ (1,300 - 1,400 mm) の降水量であり、その半分が夏に降る。蒸発散の率は降水量に比例し、年間27ないし57インチ (690 - 1,450 mm) であり、その大半も夏に起こる。

### 流量と水質

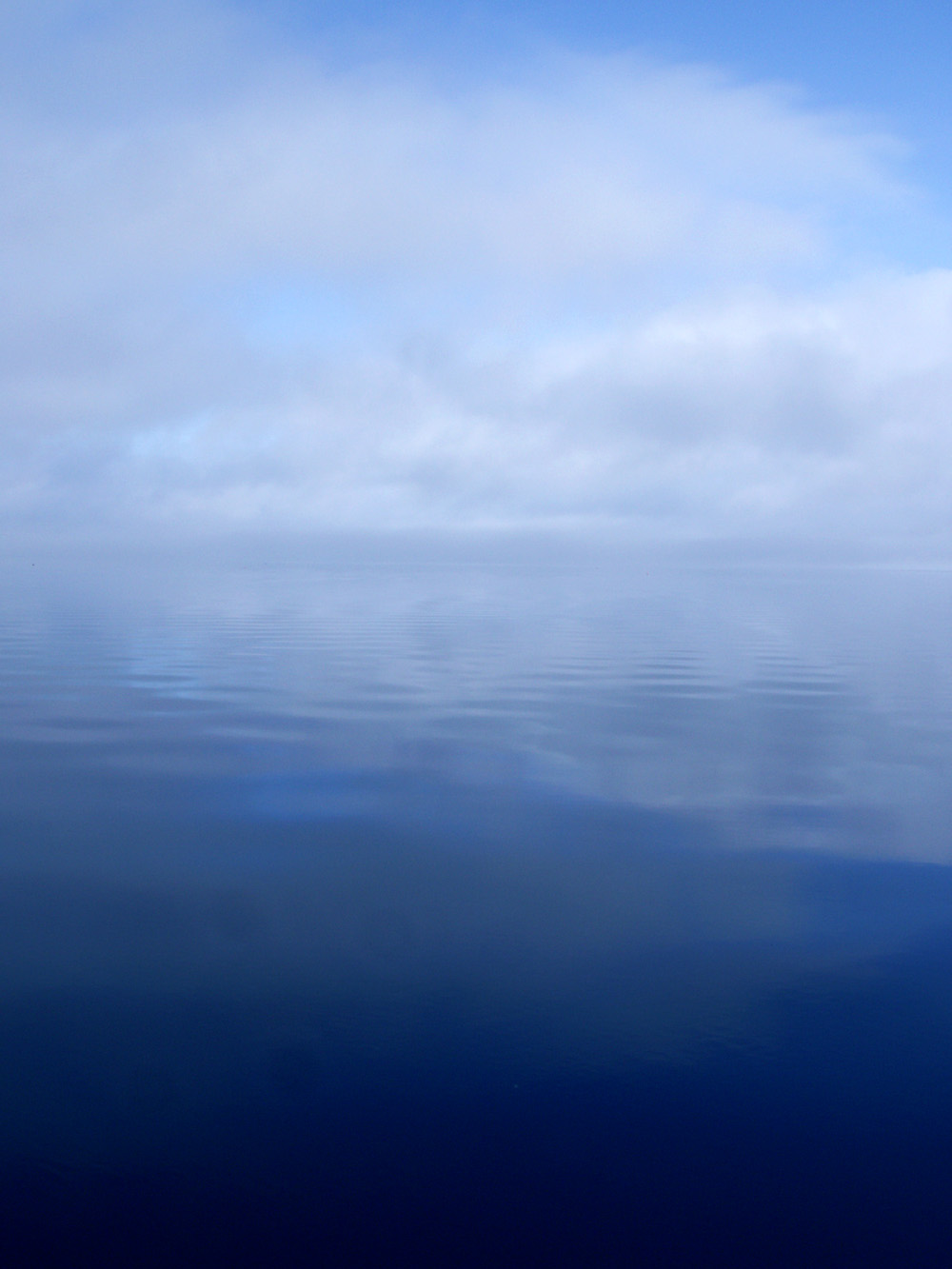
グリーンコーブスプリングスに近いシャンズ橋の静かなセントジョンズ川にかかる霧

セントジョンズ川の全長がほとんど平坦なパムリコ・テラスの中にあり、その傾きは1マイルあたり0.8インチ (12.7 mm/km) となっている。北アメリカ大陸でも最も平たい川である。下流域は大洋に近く、その上下は潮汐や塩分に影響を与える。潮汐は通常南はジョージ湖まで水位に影響する。強風にあったときは、161マイル (259 km) 離れたモンロー湖までその影響が及び、ハーニー湖まで達したこともあった。通常の潮汐で川の水位はジャクソンビルで約1.2フィート (0.37 m) 上がり、川幅が広がるオレンジパークでは0.7フィート (0.21 m) ほどだが、川幅が狭まるパラトカではまた1.2フィート (0.37 m) 上がる。潮汐効果の結果として、下流における排水量はしばしば不正確なものとなる。しかし、オクラワハ川とジャクソンビル中心部との間の推計流量は毎秒4,000から8,300立方フィート (110 to 240 m3/s) となる。メイポート河口での潮汐によらない排水量は平均毎秒15,000立方フィート (420 m3/s) だが、潮汐の影響を入れると毎秒50,000立方フィート (1,400 m3/s) を超え、豪雨と組み合わされた場合は毎秒150,000立方フィート (4,200 m3/s) となる。上流では、ポインセット湖近くでの毎秒1,030立方フィート (29 m3/s) から、ディランド近くでの毎秒2,850立方フィート (81 m3/s) まで変化する。多くの泉、イーコンロックハッチー川、ウェキバ川の合流によって、ハーニー湖とディランドの間の年間平均流量は940立方フィート (27 m3/s) だけ増え、セントジョンズ川の年間平均流量の増加分を表している。
セントジョンズ川の河口から中流、上流と距離が遠くなると、川の塩分濃度も下がっていく。海水の塩分は35 ppt以上であり、淡水の塩分は2 ppt未満である。この間の水は背水として特徴付けられる。ジャクソンビル中心部近くで集められた水の塩分濃度は11.40 pptである。さらに南、ジャクソンビル南側とオレンジパークを繋ぐバックマン橋では、2.9 ppt、グリーンコーブスプリングスに近いシャンズ橋ではさらに 0.81 pptと下がる。
淡水の溶存酸素量は、植物や動物の生命の健康度を示す指標である。大気中から入る酸素と、水中植物の光合成で生まれる酸素があり、水圧と水温に影響される。有機物が急速に分解すると、川水の溶存酸素量が減り、下水処理水が溢れたことで人工的に栄養分が加えられたり、農薬を使った畑から排水されたときも同様である。アメリカ合衆国環境保護庁とフロリダ州は、溶存酸素量 5 mg/l以上を推奨している。セントジョンズ川あるいはその支流の数か所で、1990年代にはこの最少値以下が報告されていた。ウェキバ川の合流点、クリスマスの町のセントジョンズ川などである。2000年代初期、ブルースプリングとブラックウォーター・クリークでも同様だった。溶存酸素量が低いレベルのままだと水の華を生む可能性があり、それによって溶存酸素量をさらに下げることになる。
フロリダ州の背水の全てと同様に、セントジョンズ川の大半の色は腐葉や腐敗する水中植物の中のタンニンによって黒である。一方泉から湧き出る水は大変清澄であり、川底の深さが数10フィートであっても透明度が高い。

## 人類史

### 先コロンブス期の人々
人類がフロリダ半島に入って来たのは約12,000年前のことであり、この頃海面は今日より350フィート (110 m) 低く、半島の大きさは今の2倍だった。最初期の人類はパレオ・インディアンと呼ばれている。主に狩猟採集型の人々であり、マストドン、馬、ラクダ、バイソンなど大型動物を追っていた。土地の多くは水際から遠く、清水は氷河や極地の氷冠に含まれていた。その結果フロリダは樹木の少ない乾燥した土地となり、草原や低木の植生が支配的だった。
おおよそ9,000年前、気候が暖かくなり、極地の氷冠や多くの氷河の大半が溶け、湿度の高い環境となり、フロリダ半島の棚の半分が水没した。この頃のパレオ・インディアンは水を求めてそれほど遠くまで行く必要が無く、その宿営地はより恒久的になって村落地に変わった。この頃に造られた様々な道具という証拠があり、考古学者はアルカイック時代への移行を見ている。アルカイック時代は骨、動物の歯、角から道具を作った。キャベツヤシやノコギリヤシなどの植物から繊維を取り出して編んだ。ブレバード郡のタイタスビルに近く、ウィンドーバー考古学史跡など幾つかの墓所が発掘され、葬儀の儀式の証拠が出た。アルカイック時代の人々は浅い泥炭の沼に死体を埋葬したので、人体の組織の多くが残った。5,000年から3,000年前にも気候が変動し、アルカイック中期になった。セントジョンズ川の近くに初めて人類が住んだという証拠はこの時代のものである。この時代に先住民の人口が著しく増え、セントジョンズ川の近く多くの定住地がこの時代から記録されてきた。セントジョンズ川の岸やその道路には貝塚が散在している。その中には淡水の巻貝や牡蠣の貝殻が多く詰められていた。
地域固有の陶器や火打石あるいは石灰岩で作られた石器が出現し、西暦500年頃の進歩が始まった。アルカイック時代の人々はフロリダの周辺で固まって生活するようになった。フロリダの中央部から北、大西洋岸に沿って人々はセントジョンズ文化を生きた。この名称は最も近くにあって目立つ自然の地形から採られたものだった。西暦750年頃、セントジョンズ文化では、トウモロコシを栽培することを覚え、魚、動物、ウリといった食料の列に加えた。考古学者や人類学者はこの農業の進歩の年代が、考古学遺跡の広がりに一致するとしており、それに続いて人口が増加したことを示唆している。ヨーロッパ人探検家が北フロリダに到着したとき、ティムクア族インディアンと遭遇し、その部族人口は約14,000人で、地域の先住部族の中では最大だった。後のセミノール族インディアンはこのセントジョンズ川を「ウェラカ」あるいは「イラッコ」と呼んだ。これらの名称はクリーク語の「ウィ・ラコ」すなわち「大きな水」から派生しており、通常湖を流れる大きな川に適用された複合語だった。セントジョンズ川は多くの湖を作り接している。別の考えとしてセミノール族の名称は「ワラカ」（「ウィ・アラカ」、すなわち「水が来る」）から派生し、おそらく川の緩りとした流れとそれへの潮汐の影響を言ったものだった。この名称は英語で「チェイン・オブ・レイクス」（湖の連なり）とされることもある。

### 植民地時代

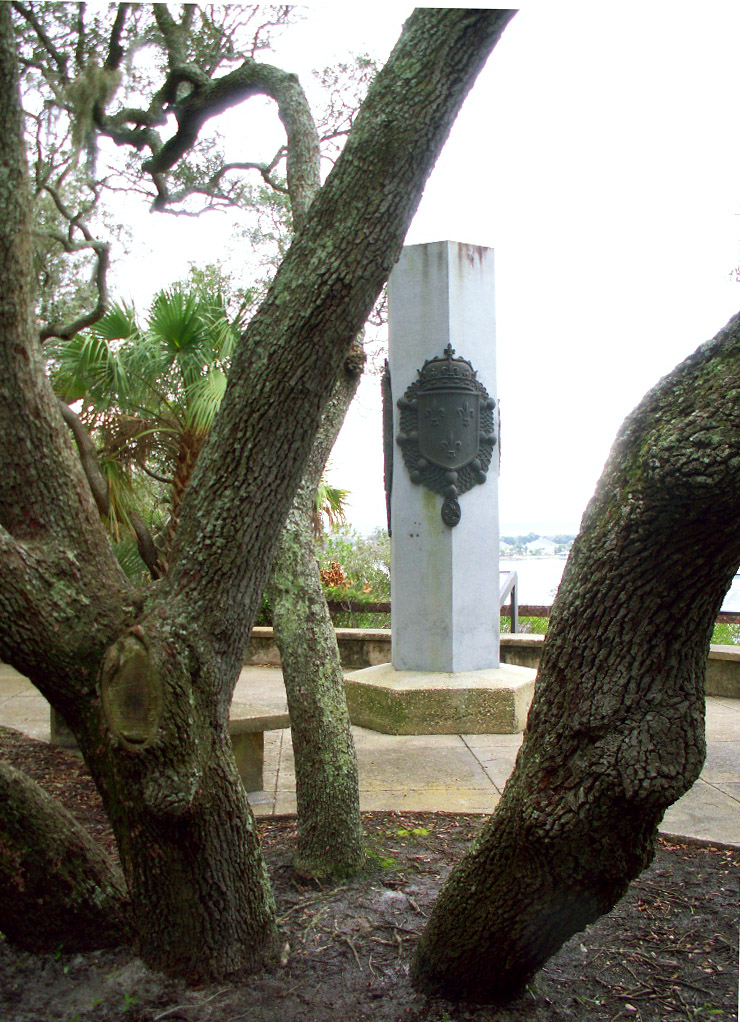
セントジョンズ川を見下ろすカロライン砦の複製

フロリダが最初にヨーロッパ人に言及されるのは1502年のカンティノの地図の上であり、フロリダの形があり、セントジョンズ川の特徴ある植生のいかだを適切に表現していた。この川は当初リオ・デ・ラス・アルマディアス（いかだの川）と名付けられていた。後の1513年、フアン・ポンセ・デ・レオンがケープ・カナベラル近くに到着したが、この半島の大西洋岸北部に実際にヨーロッパ人が入植したのは1562年になってからだった。スペインの初期探検家がこの川を「リオ・デ・コリエンテス」（流れのある川）と名付けた。セントジョンズ川はこの地域で最初に植民地化された場所となり、その最初の戦場にもなった。フランスの探検家ジャン・リボーが川の河口の南に碑を建てフランスの存在を知らせた。これがそれまで長い間半島の南岸と西岸を探検していたスペイン人に警告を与えた。リボーはヨーロッパに戻ると拘束された。
1564年、ルネ・グーラン・ド・ロードニエールがセントジョンズ川河口にカロライン砦を建設するために到着した。彼らは5月1日に到着したので、この川を「リビエール・デ・メ」（5月の川）と名付けた。ジャック・ル・モアンという画家が1564年にティムクア族の中で見たものを文書にし、彼らが肉体的に力強く、食料も欠けていないことを描いた。カロライン砦は長く続かなかったが、地元のティムクア族やモカマ族との関係は友好的だった。この植民地は自給できなかった。フランス人の中に脱走する者が現れた。残っていた者は1565年にペドロ・メネンデスが率いたスペイン人によって殺された。メネンデスはセントオーガスティンから北に遠征し、カロライン砦を占領した。川はスペイン人が使徒マシューを顕彰してサン・マテオと改名した。マシューの聖日が次の日だった。カロライン砦を占領したことで、スペインは川の支配を続けられた。
フランスとスペインは誰がこの植民地の天然資源とインディアンを支配するかで争いを続け、その後川を支配した8つの国の歴史の先駆けとなった。当初はフランス人に友好的だったティムクア族は、スペイン植民地総督ペドロ・メネンデス・デ・アビレスがフランスのプロテスタントを嫌い、ティムクア族の信仰は「悪魔的」であると見ていたために、スペインの同盟者にしようとはしなかった。1573年までに、ティムクア族は徹底的な反乱者となり、スペイン総督の忍耐力を試し、スペイン開拓者にその農場を捨てるように仕向け、守備兵にはフロリダのより内陸に移るように強いた。スペインはティムクア族に攻撃を掛けてこないよう説得することができなかった。
その後の100年以上にわたって、キリスト教の宣教が成功し、川に沿って基地を築いた。スペインのフランシスコ会宣教師が川の現在の名前であるサン・フアン・デル・プエルト（港のセントジョン）を与えた。伝道所が河口のフランスの砦があった場所に造られた。スペインの地図に最初に表記された名称は1680年から1700年の間に作られたものだった。
フロリダの先住民であるティムクア族は18世紀までに団結を失い人口を減らし始めた。現在のジョージア州やアラバマ州にいたクリーク族と呼ばれるインディアンが、これを助長した。1702年、クリーク族はヤマシー族と組んで、ティムクア族を攻撃し、スペインの保護を求めるよう仕向けさせたが、それでティムクア族は奴隷にされた。クリーク族は他の部族を吸収して南に広がり始め、1765年までにイギリス人からセミノール族と呼ばれるようになっていた。この名称は「シマロン」から採られたものであり、「逃亡者」とか「野卑な者」という意味があった。セミノール族はクリーク族が吸収した部族から様々な言語を採用した。すなわちヒチチ語、マスコギ語、さらにティムクア語だった。1716年から1767年、セミノール族は次第にフロリダに移動し、クリーク族との結びつきを絶って、独自の団結した部族となった。セントジョンズ川は東岸のヨーロッパ人植民地と、西岸のインディアンを分ける自然の境界になった。
1763年、フロリダがイギリスの支配下に入った後、クエーカーの博物学者親子ジョン・バートラムとウィリアム・バートラムが、1765年から1766年にアメリカ合衆国南東部を訪れた間に、川の全長にわたって探検した。二人はその経験と、観察した植物や動物を記した日誌を出版した。イギリス王ジョージ3世から、ピコラタあるいはサンフアンとよぶ川の水源を突き止めるよう任務を与えられ、川の幅や深さを測り、南に下って行くときに土壌のサンプルを採取した。息子のウィリアムは1773年から1777年にもフロリダに戻って来て、その旅について新たな日誌を書いた。その間に植物を集め、「パク・パギー」（花のハンター）と呼ばれたセミノール族と友達になった。ウィリアムは遥か南のブルースプリングまで訪れ、泉の水が提供する綺麗な眺めに注目した。「水は完全に透明であり、常に莫大な数と種類の魚がいる。貴方の目には食卓に乗っているかのように見えるが、かなりの水深の水中にある」と記している。ウィリアム・バートラムの日誌はジェームズ・マディソンやアレクサンダー・ハミルトンなど著名なアメリカ人の注目を集めた。この日誌の成功により、アンドレ・ミショーなど他の博物学者を刺激し、セントジョンズ川の探検を行わせることになった。1788年に行った探検では、パラトカから船で南のモンロー湖に至り、バートラムの日誌にあった植物の幾つかを命名した。ミショーの後には1811年から1817年にウィリアム・ボールドウィンが続いた。その後、ジョン・ジェームズ・オーデュボンなどの探検家は、ウィリアムズの出版した『南北カロライナ、ジョージア、東西フロリダの旅』を旅のガイドとして携行した。
1795年、フロリダはスペインに返還され、アメリカ人は安価な土地に惹きつけられた。元はイギリスへのロイヤリストだったサウスカロライナの農園主かつ奴隷貿易業者のゼファニア・キングスレーが、アメリカ独立戦争の間に故郷を離れ現在のドクターズ湖の近く、セントジョンズ川の西岸、現在のオレンジパークの南に、機会を捉えてローレルグローブと名付けたプランテーションを築いた。その3年後、キングスレーはキューバに旅して、アンナ・マジジン・ジェイという13歳のウォロフ族の少女を購入した。アンナはキングスレーの内縁の妻となり、キングスレーが旅に出たり、事業に関わっているときには、ローレルグローブ・プランテーションを管理した。このプランテーションでは柑橘類とシーアイランド綿花を栽培した。1814年、彼らはフォートジョージ島の大きなプランテーションに移転し、そこで25年間を過ごした。ジャクソンビルでも幾つかプランテーションや家産を、またジョージ湖の北端にあるドレイトン島でもプランテーションを所有した。キングスレーは後に他の3人の自由人女性と結婚し、一夫多妻の関係となった。スペイン領フロリダは人種間結婚を認めており、ジェイムズ・アーウィン、ジョージ・クラーク、フランシスコ・サンチェス、ジョン・フレーザー、フランシス・リチャード・ジュニアなど白人土地所有者の川沿い初期開拓者は全て、アフリカ人女性と結婚するか婚外関係を持った。

### フロリダ準州とフロリダ州
1821年、フロリダがアメリカ合衆国に併合されたあとの1年目、白人開拓者とセミノール族インディアンとの間に暴力的な紛争が起きた。セミノール族には逃亡したアフリカ人奴隷が入っていることが多かった。フロリダ準州設立時のアメリカ人とセミノール族との衝突は、セントジョンズ川沿いの町や目印に、その紛争に直接巻き込まれた人の名が付けられていることで振り返ることができる。フロリダがアメリカ合衆国の中に組み込まれる前の1818年であっても、アンドリュー・ジャクソン少将がスワニー川より西にいるアラチュア・セミノール族を排除する任務があり、インディアンを殺すか、南のレイク郡に移動させるかがその手段だった。ジャクソンが動いたことで第一次セミノール戦争となった。ジョージア州との州境近く、セントジョンズ川の幅が広い所で、牛がジャクソンビルに渡った場所がカウフォードと名付けられた。ジャクソンが攻勢を掛けた結果、フロリダがアメリカ合衆国に譲渡されることになった。セミノール戦争が終わった後、蒸気船の運航によって、セントジョンズ川沿いでは商業を営む者を含め人口が次第に増加した。蒸気船はこの川の全盛期を演出し、鉄道が開通するまで、州内の内陸に到着する唯一の交通手段だった。ジャクソンビルの市民にとって船の競走をみるのも気晴らしの1つだった。1860年代までに、ジャクソンビルとサウスカロライナ州チャールストン、ジョージア州サバンナを結ぶ毎週の便で、観光客、木材、綿花、柑橘類が運ばれた。セントジョンズ川沿いの土壌は、甘いオレンジを栽培するのに特に適していると考えられた。
南北戦争のときのフロリダ州はまだ人口が少なかったので、他のアメリカ連合国の州に比べれば、関与することが少なかった。フロリダはセントジョンズ川を航行する蒸気船で南軍に物資を供給したが、川と大西洋岸は北軍海軍によって封鎖されていた。この戦争におけるフロリダの役割の1つは、セントジョンズ川をパトロールし、物資が南軍に届かないようにしていた北軍の外輪船USSコロンバインを沈没させたことだった。1864年、パラトカ近くで、ジョン・ジャクソン・ディキソン大尉が指揮する南軍部隊が、USSコロンバインを捕獲して燃やし、沈めた。おそらく南軍に乗っ取られた唯一の北軍艦船となった。同年、それより下流で、南軍はメイプルリーフという北軍の船を再度沈めた。この船はジャクソンビルの南、ジュリントン・クリークの近くで、爆発物を積んだ浮いた樽に当たり、泥の中に鎮座することになった。この沈船の一部が1994年に引き上げられ、南北戦争時代の工作物が多く見つかった。その中にはダゲレオタイプ写真や木のマッチも入っており、川の泥の中に保存されていたものだった。
過去にスペインが2世紀の間フロリダを植民地にしていたが、アメリカ合衆国の東海岸では最後まで開発や探検が遅れていた場所となった。南北戦争の後、フロリダ州は負債が多すぎて、道路や鉄道が引けず進歩を妨げていた。1881年、フロリダ州知事ウィリアム・ブロクサムが、ペンシルベニア州を本拠とするハミルトン・ディストンという工業資本家に直接訴えて、まずカルーサハッチー川を通る蒸気船の航路を改善するために運河を建設し、さらに州の中央部の土地の排水を行って農業の生産を上げられる土地にすることを目指した。ディストンはさらに中央フロリダの土地400万エーカー (16,000 km2) を100万ドルで買取りを勧められた。これは当時、歴史上でも最大級の土地買収だと伝えられた。ディストンは最終的に土地の排水に成功したが、その投資は観光業を興し、鉄道界の大立者であるヘンリー・モリソン・フラグラーやヘンリー・ブラドリー・プラントをしてフロリダの東海岸に鉄道を建設させることを可能にした。またサンフォードからタンパまでの鉄道も引かれた。ディストンはキシミー、セントクラウドの町や、その他フロリダ西海岸の町幾つかを設立した。

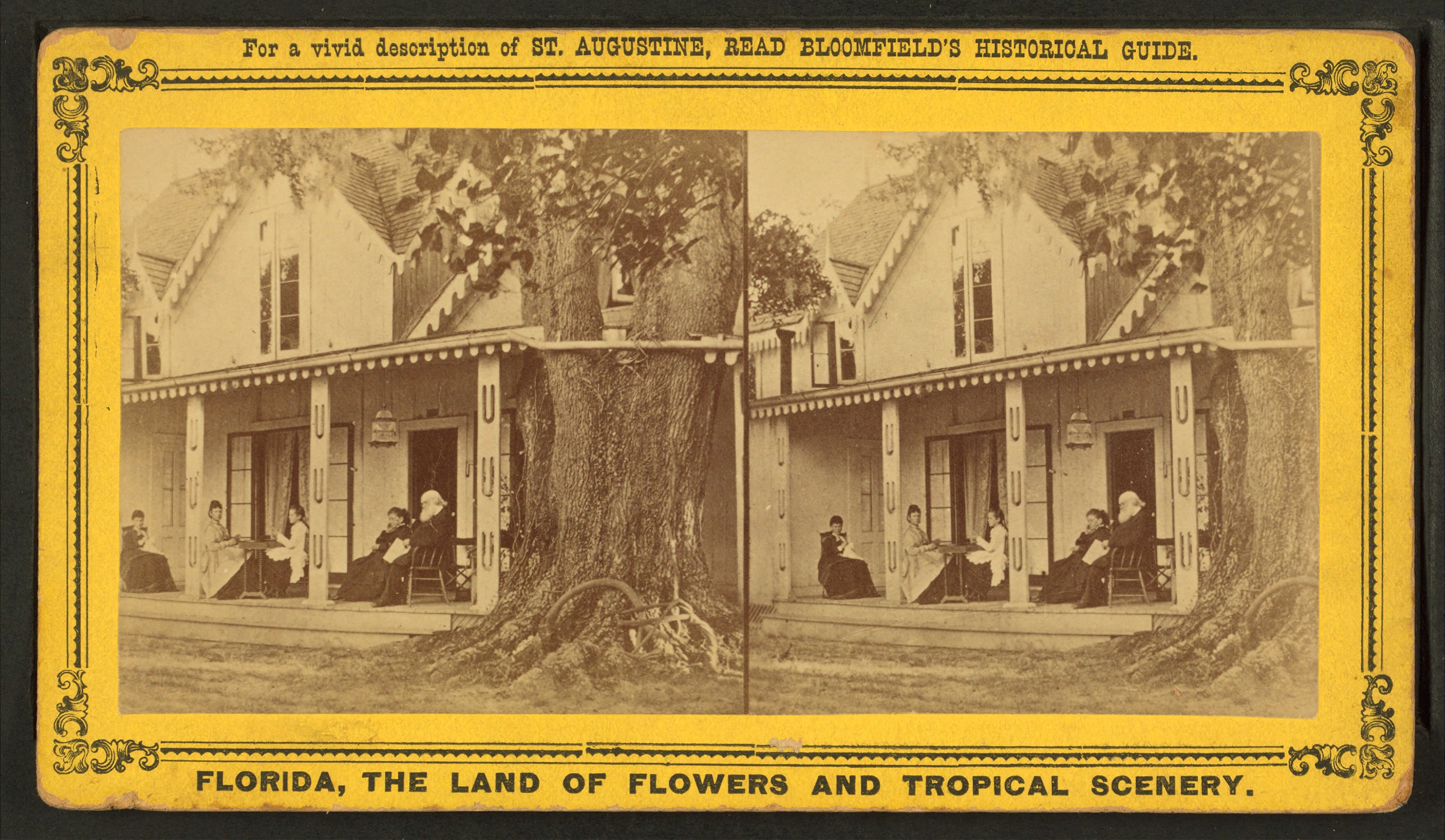
マンダリンにあるハリエット・ビーチャー・ストウの家、ステレオ写真

1843年、ディストンの行った改革を報告する「ニューヨーク・タイムズ」の記事は、ディストンが土地を購入してその後の開発を行う前に、フロリダで見る価値のある数少ない場所はジャクソンビルとセントオーガスティンであり、おそらくパラトカまではセントジョンズ川を一夜の旅だった。1883年までに、観光地の呼び物は250マイル (400 km) 南まで延伸された。人口が増えるに連れてセントジョンズ川により多くの注目が集まるようになった。フロリダはその水や柑橘類で衰えた健康を癒すことのできる異国情緒のある不思議の国というふうに描かれ、この地域は旅行記で特集されるようになった。詩人ラルフ・ワルド・エマーソンは患っていた気管支炎を癒すために短期間セントオーガスティンに滞在し、北フロリダを土地投機家が群れ集まる「グロテスクな地域」と呼んだ。エマーソンは奴隷の公開売買を痛切に嫌っており、その嫌悪の列に加えていた。しかし南北戦争後、著名作家のハリエット・ビーチャー・ストウがジャクソンビルの近くに住み、セントジョンズ川を遡ってそれを感情を込めて記した。「大洋からセントジョンズ川の入口は私がこれまで通った中でも最大級に並みはずれて印象的な景色であり、天気が良ければ、その景色は壮大なものになる」と記した。ストウの回想録『ヤシの葉』は1873年、一連の故郷への手紙として出版され、大変影響力を持ったので、北部の住人をフロリダに誘うことになった。
フロリダを多くの人々が訪れるようになって、予期せぬ問題が大きくなった。パラトカ近くの冬の家に住んでいる女性が、その裏庭を美化しようとセントジョンズ川にホテイアオイを導入した。その10年後、紫の花が着いたホテイアオイは川面とその側道5千万エーカー (200,000 km2) を覆うほどに繁殖し、深刻な外来種問題になった。ホテイアオイは密度濃く繁茂するので、船の航行や釣りを妨げ、川底まで太陽光が届かないので水中の動植物にも影響した。フロリダ州政府はこの植物が厄介者だと判断し、1890年から1930年の間に60万ドルを費やして、北フロリダのクリークや川から排除しようとしたが、うまく行かなかった。

### 土地ブーム
ネルソン・フェルというイギリス人がディストンの広告から説得され、フロリダで一儲けしようと1880年代にやってきた。フェルはトホペカリガ湖近くの12,000エーカー (49 km2) の土地を購入し、ナークーシーと呼ぶ町を設立し、1888年には200人以上のイングランドからの移民が入っていた。その後に大きな不幸と英米関係の緊張が起こり、フェルはシベリアのインフラ建設に数年間を費やしたが、1909年にはフロリダに戻って来て、中央フロリダの湿地を開発する構想を抱いていた。州知事ナポレオン・ボナパルト・ブロワードが1904年の選挙運動でエバーグレーズから排水するという政治約束にさらに促された。1910年、フェルは118,000エーカー (480 km2) の土地を1エーカー当たり1.35ドルで購入し、フェルスミア農園会社を立ち上げて1911年にはセントジョンズ沼の排水を行い、その水はインディアン川ラグーンに送って計画されていた運河やその他構造物の建設を促進させた。これは大きな都市圏を建設できる土地を供給するには驚くほど効率的なことだった。最初にフェルスミアの町を設立してそこの土地を1エーカー当たり100ドルで販売するなど、いくらかの進展があったが、土地売買の詐欺や、エバーグレーズから排水に失敗したという報告があるなどスキャンダルがあり、土地の販売が挫折した。フェルの会社は管理のミスで資金不足にも陥った。豪雨によって建設したばかりの堤防が破壊され、会社は1916年までに債務超過状態となった。フェルは1917年にフロリダからバージニアに移った。
小説家マージョリー・キナン・ローリングスはその著書『South Moon Under』や『The Yearling』、その他短編数編の背景としてセントジョンズ川を使った。1933年、1人の友人とセントジョンズ川の船の旅を行った。上流域では川の流れがはっきりしていないために方向を判断するのが難しかったと記し、その回想録『Cross Creek』の「ヒアシンス漂流」と題する章では、ヒアシンスが流れている方向を見るという幸運に会ったと記している。ローリングスはさらに、「私に1つの美の簡潔な場所と時を永遠に持てるならば、セントジョンズ川の高く寂しい岸での夜を選ぶかもしれないと考える」と記した。
20世紀のフロリダは州内に大挙人々が移住してくる時代だった。未開の土地がよく売れ、湿地を埋め立てるための排水がチェックされないことも多く、政府がそれを奨励することも多かった。セントジョンズ川の水源は1900年から1972年の間に30平方マイル (78 km2) から1平方マイル (2.6 km2) まで小さくなった。土地の多くは都会化のために埋め立てられたが、農業への需要のために農薬や牛牧場の排水がセントジョンズ川に流れ込んだために、その努力を損なうことになった。汚染物を濾すための湿地が無ければ化学物資が川の中に留まり、大西洋に流出することになった。船乗りたちが上流にある泥と海藻の浮島をダイナマイトで壊し、湖から完全に排水できるようにした。

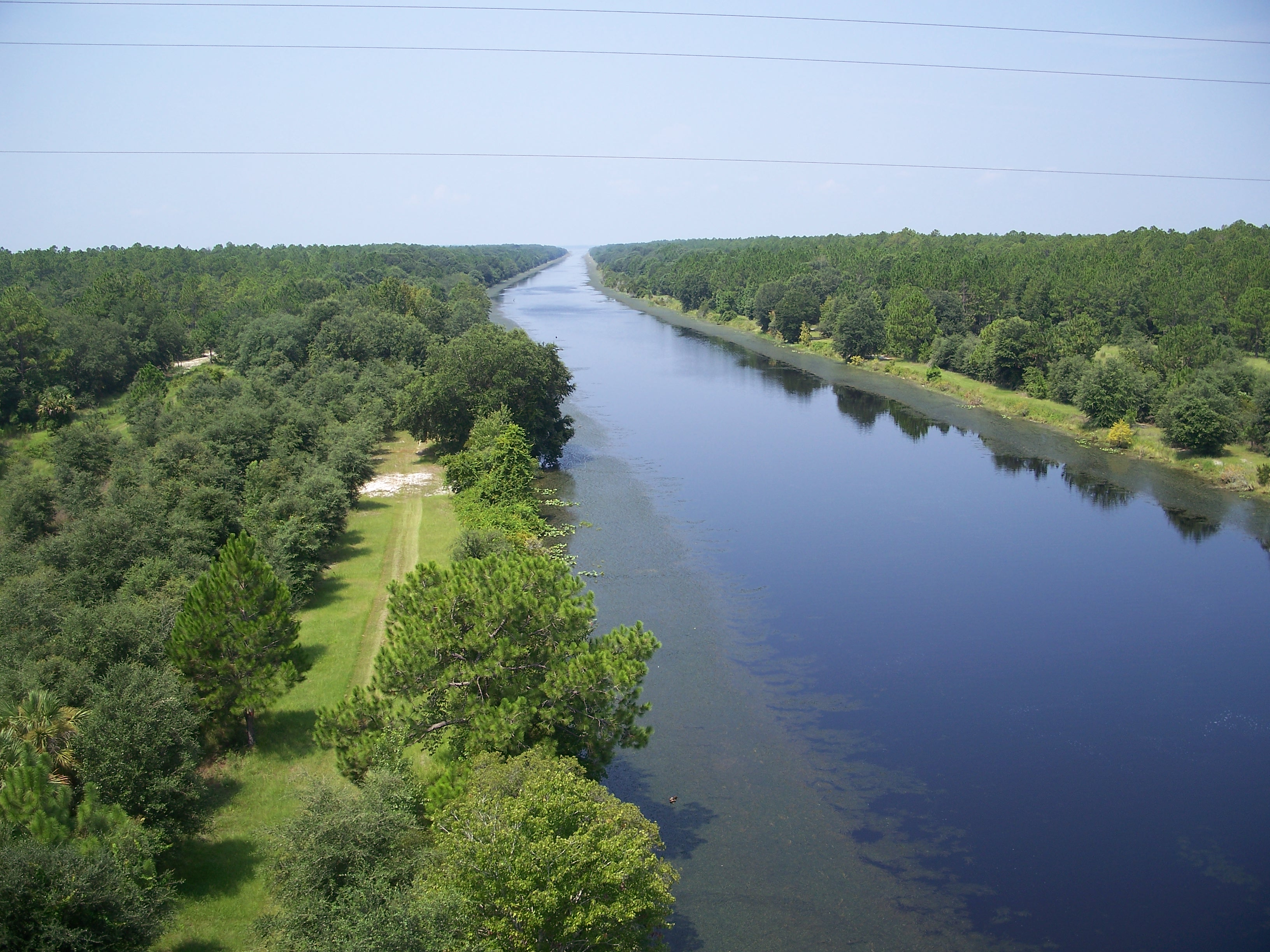
クロス・フロリダ・バージ運河の完成部分、パラトカ近

中央フロリダで最も深刻な人間による自然への影響となりえたものは、クロス・フロリダ・バージ運河だった。これはメキシコ湾と大西洋岸を繋ぐ運河であり、オクラワハ川の水路を利用した。1933年に承認された。この運河は、全長171マイル (275 km)、幅250フィート (76 m)、深さ30フィート (9 m) で計画された。運河建設は州内の建設工事でも優先度第1位であり、1964年までにアメリカ陸軍工兵司令部が運河の建設を始めた。その建設の背後にある動機として洪水制御が第1であったが、幅広い理由づけや工事の実現性については不明のままだった。工兵司令部もエバーグレーズで数百マイルの運河建設工事を行い、1960年代までに不必要な建設工事を行って税金の無駄遣いをしたと非難されていた。1969年、環境防衛基金が連邦裁判所に運河の建設を止めるよう訴訟を起こした。フロリダ州の水路とフロリダ帯水層、中央フロリダと北フロリダの淡水源になされるであろう修復不可能な損害を訴えていた。
これとは別のセントジョンズ＝インディアン川バージ運河は、セントジョンズ川と沿岸内水路を繋ぐ運河として計画された。これは起工されることもなく、クロス・フロリダ・バージ運河の工事が中断されてから間もなく、計画中止となった.。

### 修復

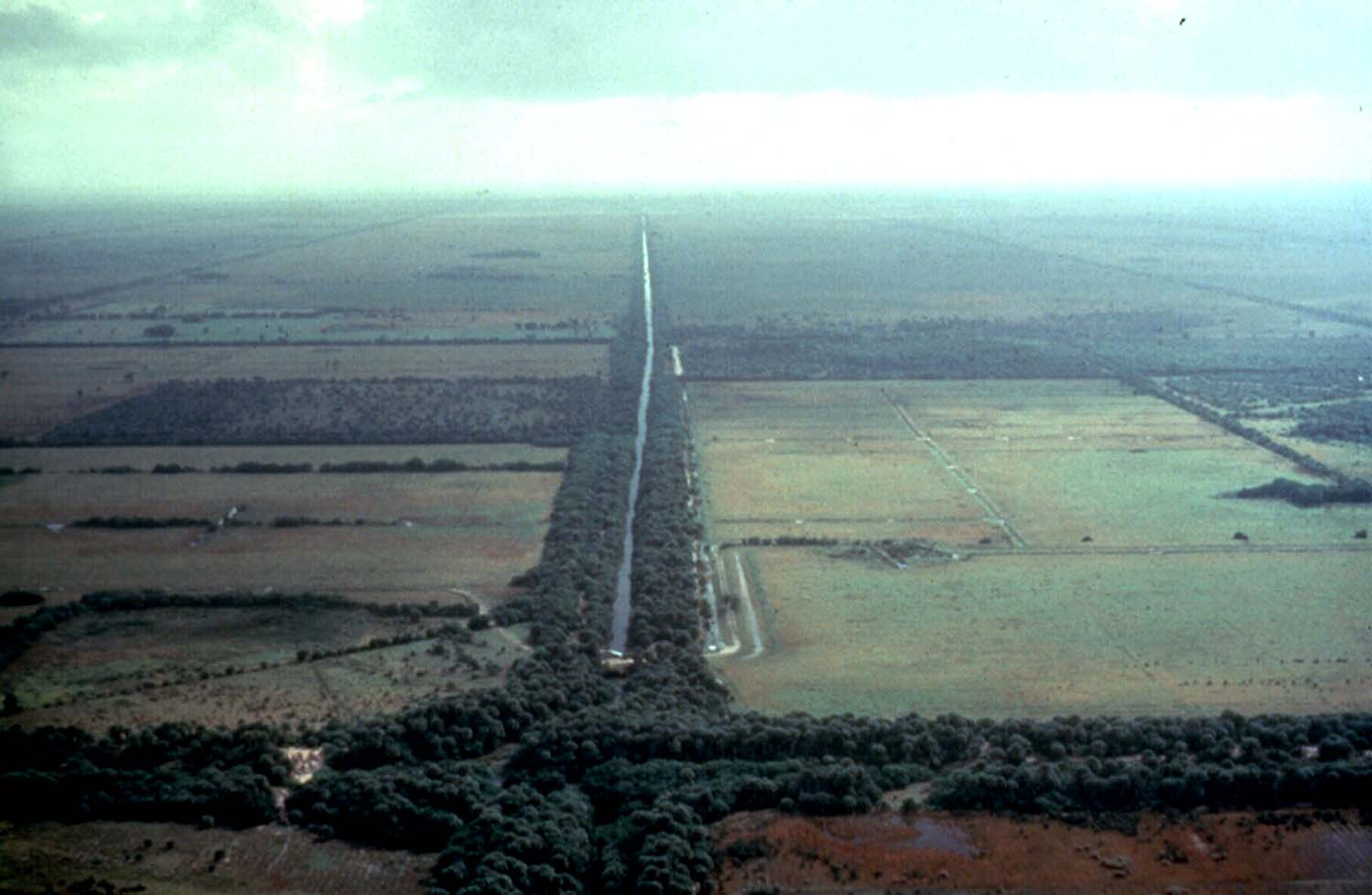
元はセントジョンズ川の水源であった湿地。農業用に排水された。ブレバード郡とインディアンリバー郡に近い。

蒸気船が鉄道に取って代わられ、それがジャクソンビルでセントジョンズ川に当たる州間高速道路95号線に置き換えられたとき、川の州に対する重要性がほとんど失われた。フロリダに流入した移住者は主にオーランドより南に入り、そこの湿地の自然秩序に負の影響を与えた。今もエバーグレーズを救うための訴えがセントジョンズ川の修復よりも多く言われている。しかし過去50年間で、北フロリダと中央フロリダの都市化地域はかなり成長した。上流域では1950年から2000年までで人口は8倍に成長し、2020年までにさらに150万人が増えると予測されている。
硝酸塩とリンが芝と農作物の肥料に使われておりその溶液がセントジョンズ川に流れ込んだ。壊れた汚水処理タンクや牛の放牧場からの漏出がこれも川に流れ込む汚染を創り出した。通りに溢れた嵐の時の雨水は直接に川やその支流に流れた。1970年代、イーコンロックハッチー川には毎日8百万 USガロン (30,000 m3) の処理済み汚水が放水されていた。湿地は排水されて舗装され、自ら汚染物をろ過できなくなり、川の緩りとした流量にさらに悪くなった。パラトカからジャクソンビルまでの川では定期的に藻類が発生し、魚が死に、魚の変形や病気が起こった。川の汚染物の大半は川の南部から流れ出ていたが、ジャクソンビル地域では下流域で見つけられる汚染物の約36%を作り出していた。
フロリダ州は1987年、地表水改良管理というプログラムを策定して、川の浄化、特に非特定汚染源負荷、すなわち直接パイプから放流されるものではなく、地面に浸み込むことで川に入る化学物資について浄化を支援することとした。地表水改良管理は地元の自治体を支援し、湿地を回復させるための土地を購入した。セントジョンズ川水質管理地区はフロリダ州環境保護省から川を回復させる任務を与えられた。修復の第1段階は、特に上流域で、川に接する公有地を購入することであり、セントジョンズ川の水源周辺で、10か所の保護保存地が実行に移された。オクラワハ湖群にあるグリフィン湖の周辺ではセントジョンズ川水質管理地区が、もとは泥地農業に使われていた土地6,500エーカー (26 km2) を購入した。アポプカ湖沿いでは19,000エーカー (77 km2)以上の土地が購入され、その湿地の快復に使われた。セントジョンズ川水質管理地区は、リンを体内に含み海藻問題を悪化させる魚種であるコハダ、1,500万ポンド (6,800 tonn) 近くを除去した。セントジョンズ川水質管理地区はセントジョンズ川流域の湖や支流での最少レベルも設定し、水の許容取水量をモニターし、必要な場合は水不足を宣言する。
セントジョンズ川の浄化を支援し、水質改良のための関連基金を支援するために、ジャクソンビル市長のジョン・デラニーが1997年からアメリカの歴史遺産河川として指名を得る運動を開始した。環境保護庁による指定は、連邦政府機関の間の動きを協調させ、自然資源の改良と環境保護、経済再活性化、歴史と文化の保存を意図している。この運動は共和党の市長が連邦政府の支援を求めたことを弁護し、「他の河川は大々的な環境浄化のために連邦政府の支援に大きく頼っている。今はセントジョンズ川の番だ」と記したので議論を呼んだ。セントジョンズ川沿いの22の町と、環境、スポーツ、レクリエーション、ボート、教育の組織もその指定を支持したが、著名な共和党の政治家数人が、連邦政府の規制が増え、川沿いの民間資産所有に制限がでるのではないかという心配を表明した。フロリダ州下院はアメリカ合衆国大統領ビル・クリントンにセントジョンズ川を含めないよう求める決議案を通した。これにも拘わらず、クリントンはセントジョンズ川を1998年に候補となった126の河川からアメリカの歴史遺産14河川に含めた。これはその生態的、歴史的、経済的、また文化的重大さを考慮したものだった。
フロリダ州の人口が増え続けることで、都市計画者達はフロリダ帯水層だけではもはや北フロリダに住む人々を支えられなくなると予測することになった。2020年までにセントジョンズ川流域に700万人が住むことになると予測され、2008年の人口の2倍となる。セントジョンズ川から1日1億5,500万USガロン (590,000 m3) を取水し、オクラワハ川からは毎日1億 USガロン (380,000 m3) を取水するという提案がなされて議論を呼び、セントジョンズ川キーパーという民間組織が、アメリカン・リバーズという環境監視団体によるアメリカで最も危険性のある10河川のリストに加えるよう申請した。2008年にはそのリストの第6位に挙げられた。それはジャクソンビルの新聞「ザ・フロリダ・タイムズ・ユニオン」から承認を得、セントジョンズ川水質管理地区から懐疑の声が上がっている。
セントジョンズ川は、大きくなる公共の水需要に対応するために追加的水源として検討されている。2008年、この川の水質管理地区が提案されている取水計画について水供給影響研究を行い、全国研究委員会にそれが進行した場合の研究の科学的側面を審査するよう求めた。これが川の水位や流量について取水の影響を評価する4件の報告書となり、湿地生態系に考えられる影響を審査し、水質管理地区の研究について全体的な見解を提出した。全国研究委員会は水質管理地区が予測される環境への影響に関連して良い研究を行ったと評価した。それには取水の提案される程度に関して、不明確性の大きさや一般的な程度も含まれていた。しかし、この報告書は水質管理地区の最終報告書が将来の海面上昇、人口増加、都市開発なろ重要な要素を認識すべきだとも述べていた。水質管理地区は水の管理における変化が水位や流量を増すことになり、それが提案される表層水取水を超過することも予測したが、これら予測にはかなりの不確実性があった。
報告書は、水質管理地区の取水は生態系にほとんど有害な影響を与えないという結論についても、心配を表明していた。この結論は上流からの流量を増加させる計画と土地利用法の変化（不浸透地域の増加）が、水位や流量に関して取水の影響をほとんど帳消しにするという、モデルによる見解に基づいていた。上流の計画は土地を流域に戻す（さらに水を川に戻す）という限りでは肯定的であるが、都市部で水が溢れることや、よく知られている水質の悪化には同じことをいえない。

### 原註
1. ↑  セントジョンズ川は北アメリカでは数少ない北向きに流れる川だと言われることが多い(Benke & Chusing, p. 100)(Randazzo, p. 12)。ただし、カナダやアメリカ合衆国の一部では、多くの川が北に流れている (Verdin, K.L. (March 19, 2010). "A System for Topologically Coding Global Drainage Basins and Stream Networks", ESRI.)(Gonzalez, M.A.(2003). "Continental Divides in North Dakota and North America", North Dakota Geological Survey Newsletter North Dakota Geological Survey 30 (1), pp. 1–7.)
2. ↑  1717年、植民地総督が集団の幾らかを再組織した。ティムクア族は248人が数えられた。再構築されたのは、ヤマシー族、モカマ族、アパラチー族、ゲイル族も含まれていた。北フロリダには総計で1,500人足らずのインディアンが残っていた。病気、さらにスペインや他部族との暴力沙汰によって人口が減り続け、1763年までに最後まで残っていたインディアンの中の100人は、スペイン人と共にキューバに移ることを選んだ。(Gannon, p. 94.)
3. ↑  セントジョンズ川のモンロー湖は、ジェームズ・モンロー大統領にちなんで名付けられており、モンローはアメリカ合衆国政府を説得して第一次セミノール戦争の費用を手当てさせた。アメリカ人開拓者が北フロリダや中央フロリダの農園や家産にボツボツ入って来るようになると、食料の問題や、時にはセミノール族を奴隷にすることで、セミノール族の幾つかのバンドと紛争になることが増えた。1823年、ムールトリー・クリーク条約でセミノール族をオキーチョビー湖に近い居留地に移したが、さらにアメリカ合衆国の政策で彼らをフロリダからインディアン準州、後のオクラホマ州に移動させることを強力に推進した(Tebeau, p. 156.)。1835年までにオセオラに指導され感化を受けたセミノール族が反乱を起こした。オセオラの名前は、州内の目印や構造物の名前として広く使われている(McCarthy, p. 17.)。ジェサップ湖の名前はフロリダにおけるアメリカ軍の指揮官トマス・ジェサップ少将にちなむものであり、ジェサップは1837年にオセオラを捕まえさせた。ハーニー湖はウィリアム・S・ハーニー准将にちなむ命名であり、ハーニーは西フロリダと南フロリダでセミノール族に対する襲撃を何度か率いた(McCarthy, p. 12.)。
4. ↑  ローリングスとその友人がサンフォードで停まってガソリンを購入しようとしたとき、あるヨットのオーナーがそのクルーに彼女を町まで連れて行ってそれを買うよう提案したが、『ピンクのキラキラしたスポーツ着』に身を包んだ妻に妨げられ、その代わりに彼女を教会まで連れて行くよう要求した。ローリングスがサンフォードの港を離れると、その友人が『何ということ。彼はピンクのペチコートの代わりに絹のシャツを私たちと共に川を下らせることになるわ』と話した (Rawlings, p. 366.)
5. ↑  著作家でフロリダ大学教授のケビン・マッカーシーは、クロス・フロリダ・バージ運河のことを「20世紀のフロリダ州の水源にとっておそらく最も危険な単一の脅威」と表現した (McCarthy, p. 76.)